# August Gottfried Ritter
August Gottfried Ritter (født 25. august 1811 i Erfurt, død 26. august 1885 i Magdeburg) var en tysk organist og komponist.
Han blev kendt for sin bog Kunst des Orgelspiels, men skrev desuden adskillige kompositioner for orgel, klaver og sang, og han udgav forskellige samlinger af sange og Zur Geschichte des Orgelspieles, vornehmlich des deutschen, im 14. bis zum Anfang des 18. Jahrhunderts (to bind, 1884). Han døde i Magdeburg, hvor han var domorganist.